# Laura Madrueño Buenadicha
Laura Madrueño Buenadicha (Madrid, 5 de març de 1986), és una periodista i presentadora de televisió espanyola.

## Trajectòria
Llicenciada en Ciències de la Informació per la Universitat Complutense de Madrid, va començar la seva trajectòria professional a Mediaset a 21 anys.
Durant alguns anys va estar en l'equip de producció d'Informatius Telecinco.El juny de 2014, Mario Picazo va abandonar Mediaset España i Rosalía Fernández (meteoròloga i presentadora del temps en Informatius Telecinco del migdia) es va fer càrrec a través de la seva empresa, Meteoralia, dels serveis meteorològics del grup audiovisual, i Madrueño va passar a ocupar-se de la presentació del temps de Telecinco i Cuatro. Des de 2017 va presentar El tiempo a Informativos Telecinco 21:00h, encara que a vegades també la va poder veure a Noticias Cuatro o Cuatro al día a Cuatro, presentant la informació meteorològica en substitució de les seves companyes.
Durant 2021 —especialment amb motiu de la borrasca Filomena— va realitzar col·laboracions a El programa de Ana Rosa, Sálvame o Cuatro al día.
Des de març de 2023 va copresentar Supervivientes des d'Hondures juntament amb Jorge Javier Vázquez a Madrid, en substitució de Lara Álvarez, compaginant-ho amb la presentació del bloc meteorològic i amb la seva col·laboració a TardeAR des de setembre de 2023.
El 2024, a més de copresentar Supervivientes, va copresentar Supervivientes All Stars.